# Трентон (Онтарио)

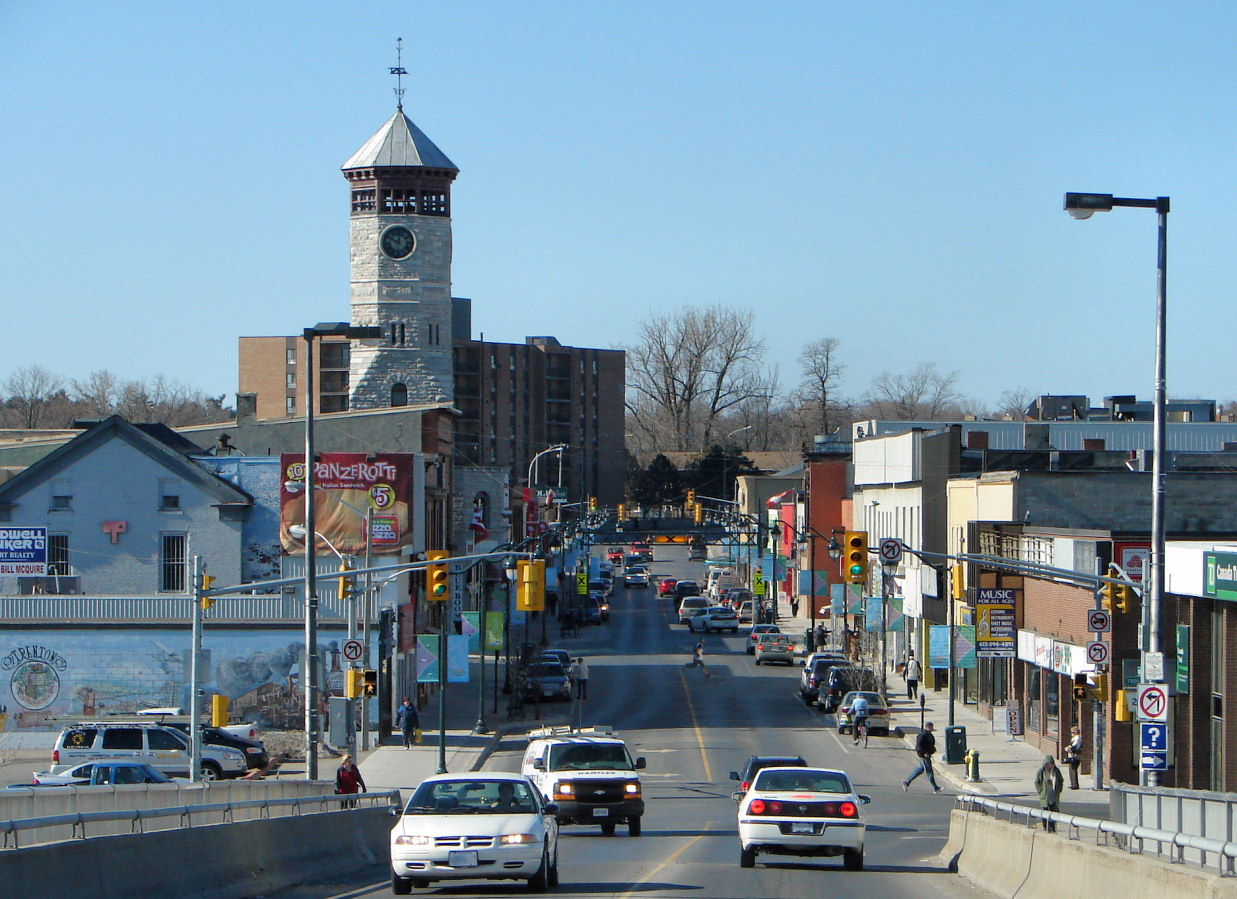
Дандас-стрит, главная улица Трентона

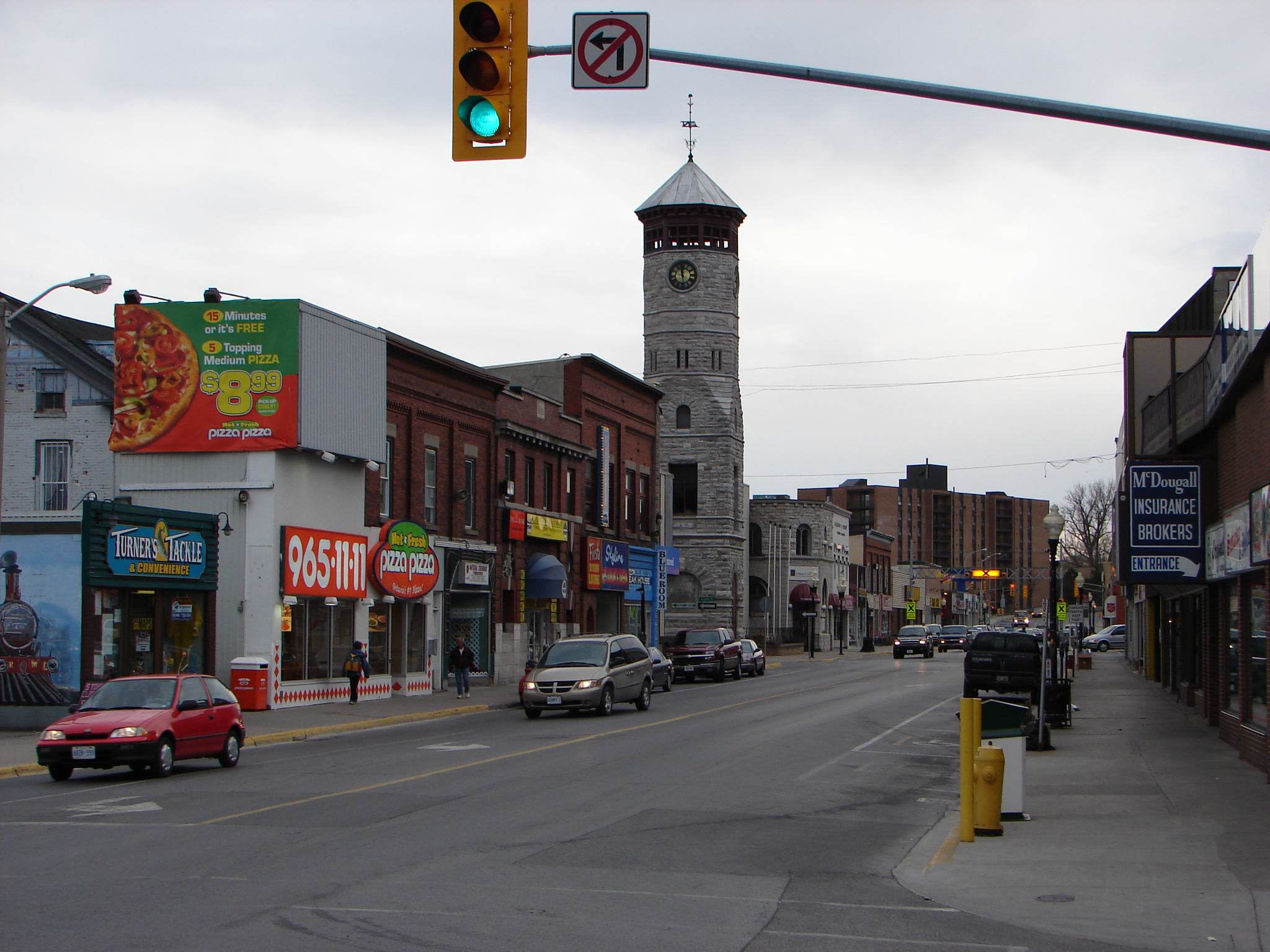
Вид на ту же улицу

Тре́нтон (англ. Trenton) — бывший город в Южном Онтарио, ныне включённый в состав муниципалитета Квинт-Уэст, Онтарио, Канада. Расположен в бухте Квинт. Население Трентона на 2001 г. составляло 19 374 человека.

## История
Река Трент, в честь которой назван город, была известна среди местных индейцев как Sangichiwigewonk, «быстро текущая». Своё английское название она получила в честь реки Трент в Англии.
Европейцы поселились в этой местности в 1780-е гг., однако вплоть до учреждения деревни Трентон в 1853 г. местность неоднократно меняла название, здесь возникали и исчезали различные поселения. Трентон стал расти благодаря своему портовому расположению и местной древесной промышленности.
В годы первой мировой войны в городе располагался крупный завод боеприпасов Британской химической компании. Завод был уничтожен в результате крупного взрыва в 1918 г.
Также Трентон какое-то время был важным центром киноиндустрии. В 1917 г. в городе была построена киностудия, на которой сняли ряд фильмов. В 1923 г. Трентонская кинофабрика была приобретена правительством Онтарио с тем, чтобы разместить на ней студию и лабораторию Онтарийского бюро кино и мультипликации (Ontario Motion Picture Bureau). Приход звукового кино и стандарта плёнки 16 мм привёл к кризису кинофабрики, и она была закрыта в 1934 г.
В 1929 г. началось сооружение Трентонской базы ВВС Канады. База вызвала рост экономической активности в районе в годы Великой депрессии, Второй мировой войны и далее. В настоящее время база — крупнейший работодатель Трентона. На базе расположен небольшой аэропорт и Национальный музей авиации Канады.
В 1980 г. Трентон получил статус города. 1 января 1998 г. Трентон был объединён с деревней Френкфорд и тауншипами Мюррей и Сидней в муниципалитет Квинт-Уэст, в котором он является наиболее населённым и крупным из районов.
В городе расположено несколько кабельных заводов и предприятий термической и холодильной промышленности. Также важную роль играет туризм, поскольку Трентон является южной оконечностью водного пути Трентон-Северн.
Через Трентон проходят Онтарио Хайвей 401 и линии двух железнодорожных компаний.